# 622

## أحداث
- 21 سبتمبر - وصول النبي محمد بن عبد الله إلى المدينة المنورة من مكة المكرمة في ما يعرف بالهجرة النبوية. وفي عهد عمر بن الخطاب صار هذا اليوم يمثل بداية التقويم الهجري وهو يوافق 10 ربيع الأول سنة 1 هـ.
- وصول النبي محمد بن عبد الله إلى منطقة قباء، وبناء أول مسجد في الإسلام.

## مواليد
- مرداس بن حدير
- المختار بن أبي عبيد.

## وفيات
- الوليد بن المغيرة
- العاص بن وائل السهمي
- الهذيل بن هبيرة شاعر من قبيلة تغلب